# ガスパーレ・トラヴェルシ
ガスパーレ・トラヴェルシ（Gaspare Traversi、1722年12月または1723年1月または2月生まれ。1770年11月1日に死去）は18世紀イタリアの画家である。「ナポリ派」の画家の一人である。 

## 略歴
ナポリでジェノア出身の商人の息子に生まれた。ナポリで大きな工房を開いていた、フランチェスコ・ソリメーナの工房で学んだ。同時期のソリメーナの工房にはジュゼッペ・ボニート(Giuseppe Bonito)やフランチェスコ・デ・ムーラ(Francesco de Mura)といった画家が働いていた。
1742年にフランシスコ会の高い地位の人物 ロッシ(Raffaello Rossi da Lugagnano)の援助を受けるようになった。1748年にローマに旅し、1852年からローマに住むようになった。1753年にはロッシのパルマの邸宅の装飾画を描いた。1755年にはローマ市民の資格を得た。ローマの上流階級の生活を描いた多くの風俗画を描いたことで知られている。
1760年にパトロンのロッシが亡くなり、娘や息子を病で失い、1764年にイタリアを襲った飢饉で絵の注文は失われた。1770年にローマで死去する頃には忘れられた画家となっていたが1920年代になって再評価された。

## 作品

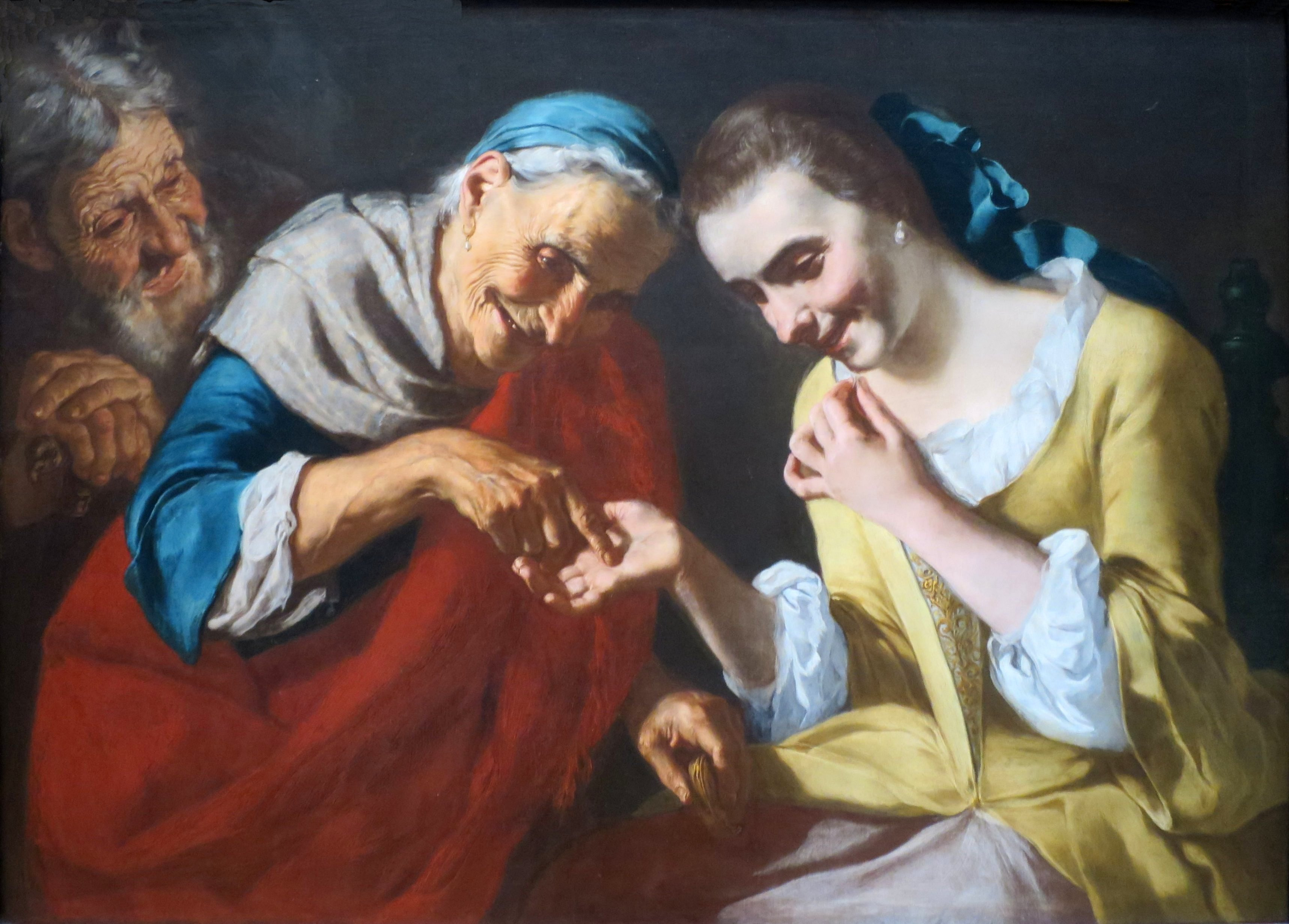
『占い師』(c.1960)
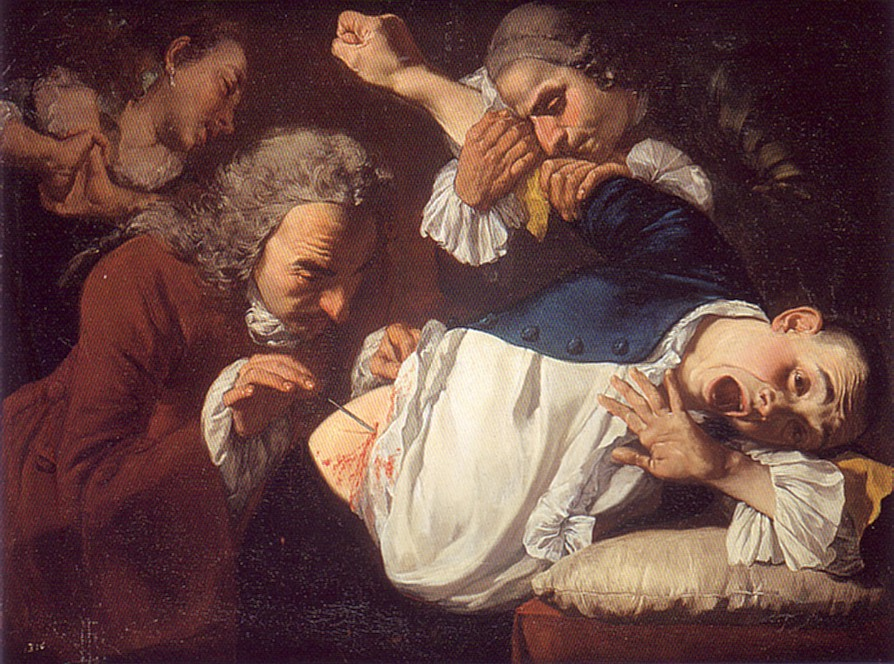
『治療する外科医』(1753/1754)
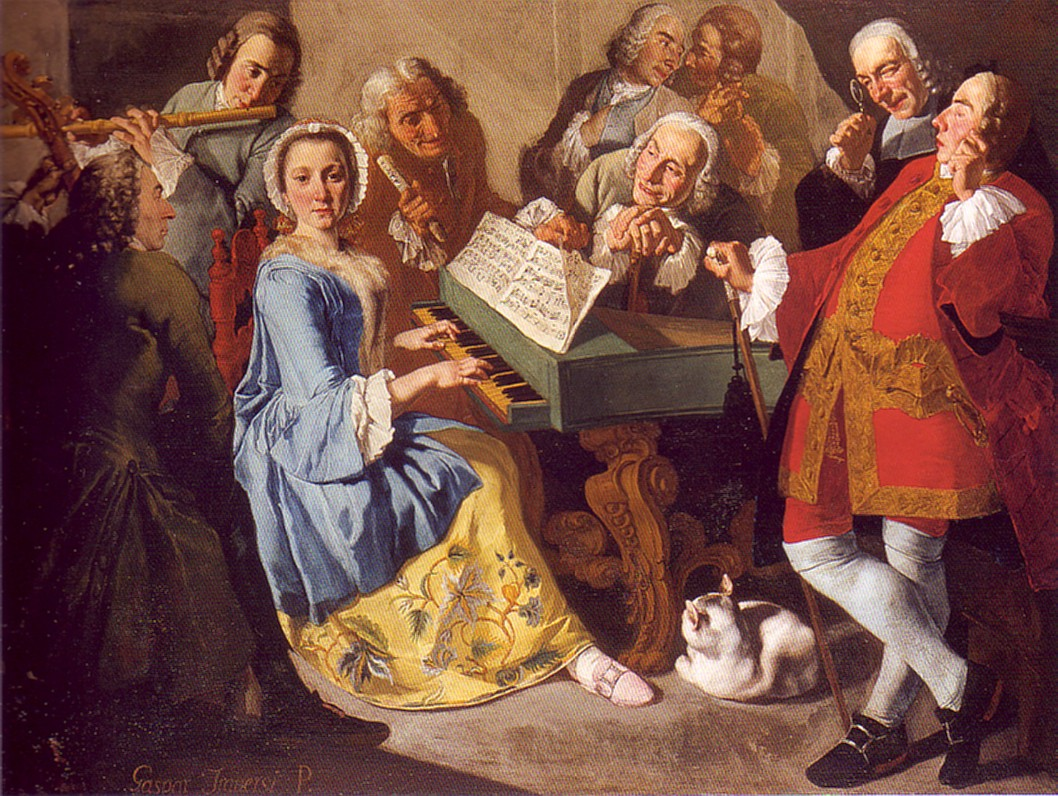
『コンサート』(c.1760)
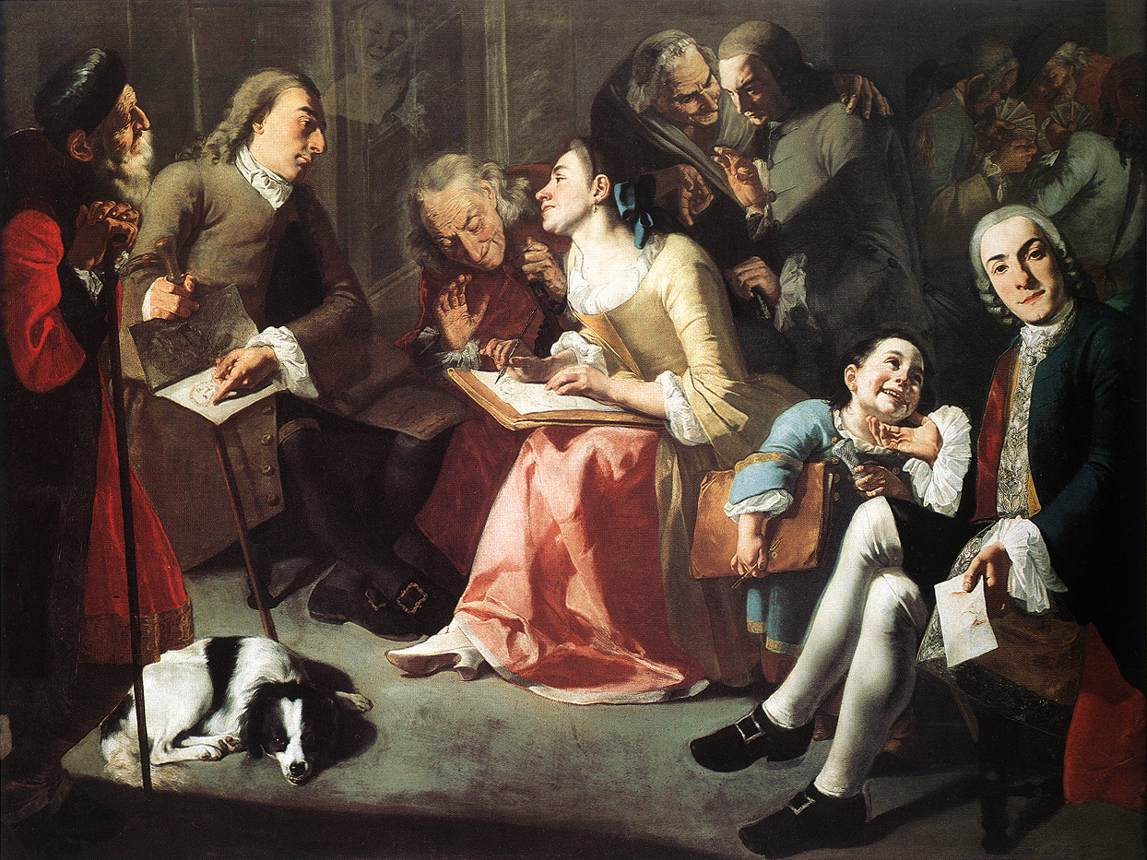
『読み書きの授業』(1750)
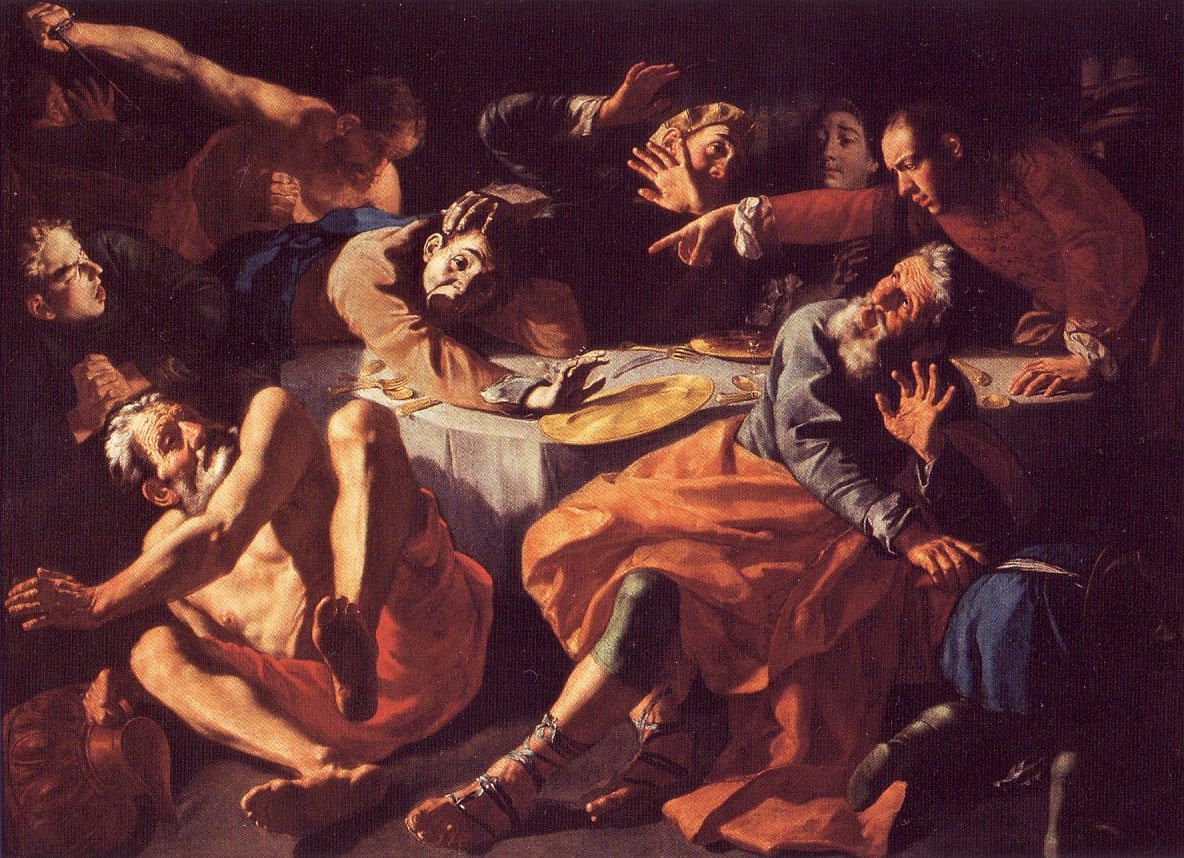
『アムノンの殺害』
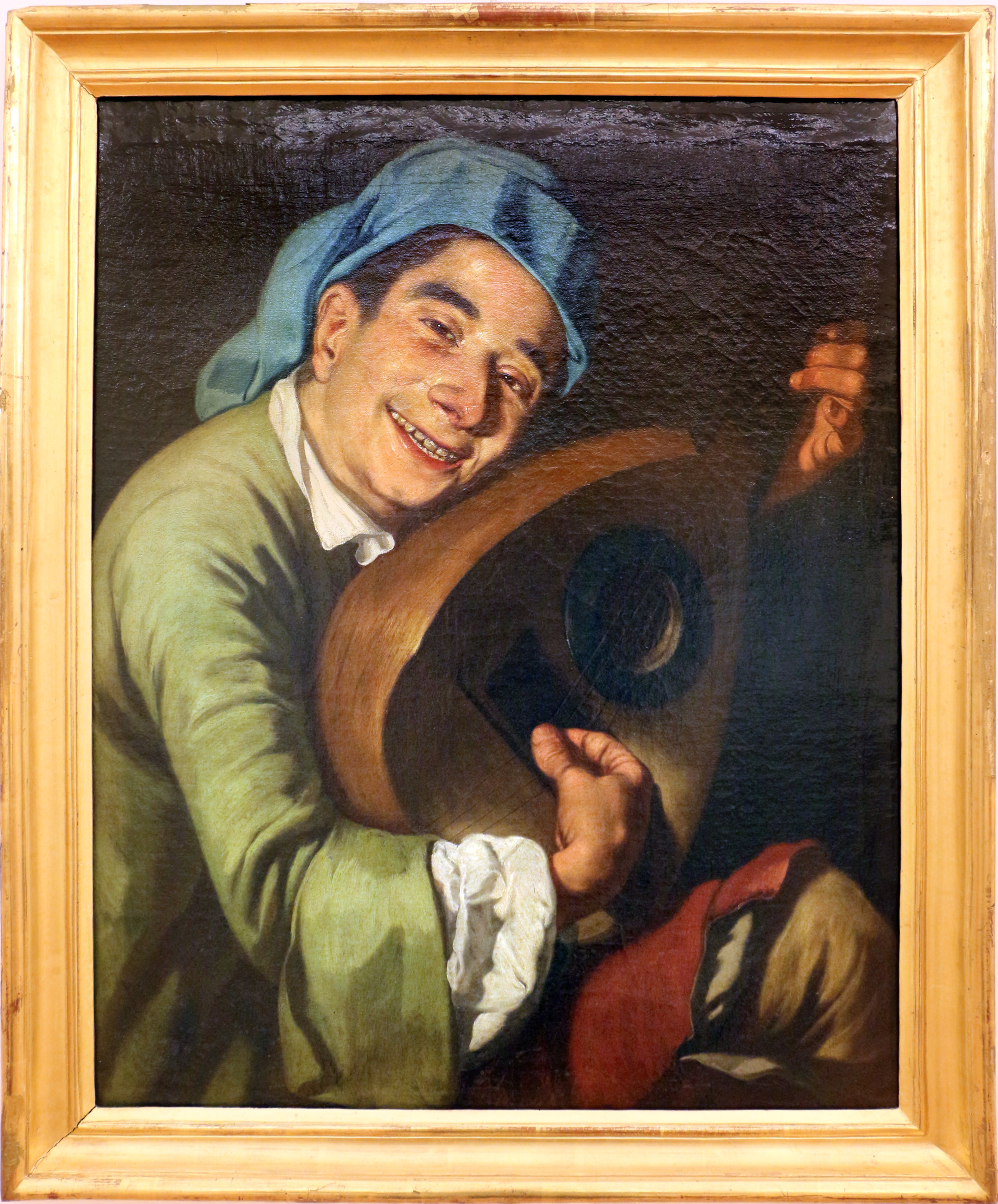
『マンドラ奏者』